# Державний автотранспортний науково-дослідний і проектний інститут
Державне підприємство «Державний автотранспортний науково-дослідний і проектний інститут» (ДержавтотрансНДІпроект)
ДП «ДержавтотрансНДІпроект» є багатопрофільним науково-дослідним інститутом в сфері управління Мінінфраструктури України, унікальним за своїми можливостями, базою та науковим потенціалом.
ДП «ДержавтотрансНДІпроект» щорічно здійснює значні обсяги робіт з наукового та технологічного забезпечення діяльності автомобільного транспорту, зокрема оперативне наукове, інформаційно-аналітичне, експертне забезпечення.

## Історія
Історія інституту сягає 1930 року, коли 14 липня 1930 року при Головному управлінні шосейних та ґрунтових доріг і автомобільного транспорту Рішенням Ради Народних Комісарів УРСР був створений
Український науково-дослідний інститут безрейкових шляхів і транспорту (УкрдортрансНДІ).
У червні 1939 р. був створений Наркомат автомобільного транспорту УРСР. Тоді ж на базі УкрдортрансНДІ був створений Центральний науково-дослідний інститут автомобільного транспорту УРСР (ЦНДІАТ УРСР)
В 1953 було створено Міністерство автомобільного транспорту і шосейних доріг УРСР і об'єднано два інститути, ЦНДІАТ УРСР і УкрдорНДІ, в один — УкрдортрансНДІ (відповідно до постанови Ради Міністрів УРСР від 26.05.53 р. № 1003).
В 1965 р. УкрдортрансНДІ був перетворений у Державний автомобільно-дорожній науково-дослідний інститут (ДержавтодорНДІ) Міністерства автомобільного транспорту і шосейних доріг УРСР (відповідно до постанови Ради Міністрів УРСР від 29.07.65 р. № 737).
В 1971, у зв'язку з розподілом Міністерства автомобільного транспорту і шосейних доріг УРСР на два самостійних міністерства, інститут теж був розділений на дві самостійні наукові організації — «ДержавтотрансНДІпроект» і «ДерждорНДІ» (відповідно до постанови Ради Міністрів УРСР від 20.11.70 р. № 595 та наказу Міністра автомобільного транспорту УРСР від 20.01.71 р. № 19).
В 1975 році інститут переїхав у нову 18-ти поверхову будівлю за адресою: проспект Перемоги, 57, за якою розташовується і сьогодні.
Інститут очолювали видатні вчені, організатори транспортної науки:
- 1944—1947 — Середенко Борис Михайлович;
- 1947—1953 — Глущенко Міна Семенович (кандидат технічних наук);
- 1953—1965 — Зуб Григорій Михайлович (кандидат технічних наук);
- 1965—1967 — Луцкер Генріх Давидович (кандидат технічних наук);
- 1967—1971 — Єгоров Сергій Вікторович (кандидат технічних наук);
- 1971—1975 — Байдюков Георгій Петрович (кандидат економічних наук);
- 1976—1977 — Мансуров Арсеній Михайлович (кандидат технічних наук, професор);
- 1977—1987 — Попченко Ян Олексійович (кандидат економічних наук, професор);
- 1987—1992 — Климпуш Орест Дмитрович
- 1992—2019 — Редзюк Анатолій Михайлович (кандидат технічних наук, професор, академік, віце-президент Транспортної Академії України);
- 2019—2020 — Соцький Володимир Сергійович;
- 2020—2025 — Горицький Віктор Михайлович (доктор технічних наук, професор, заслужений діяч науки і техніки України);
- З 2025 року — Соцький Володимир Сергійович;

## Досягнення
ДП «ДержавтотрансНДІпроект» є органом затвердження типу та нотифікованою ООН технічною службою України з оцінки відповідності конструкції колісних транспортних засобів, приладдя та частин до них (з метою затвердження типу) за Женевською угодою 1958 року, центром з видачі міжнародних сертифікатів технічного огляду за Віденською угодою 1997 року, акредитованим за міжнародними стандартами щодо управління системами сертифікації, сертифікації систем управління, випробувань, інспектування відповідності продукції та послуг на автомобільному транспорті, призначений організаційно-методичним центром із сертифікації дорожніх транспортних засобів в системі УкрСЕПРО. Інститут надає виробникам України міжнародні ідентифікаційні коди (WMI) виробника КТЗ та символи (VIS), що входять в структуру ідентифікаційного номера (VIN) КТЗ.
ДП «ДержавтотрансНДІпроект» є єдиним в Україні  органом із сертифікації, що розробив та погодив із спеціальним Органом Європейського Союзу Політику безпеки системи цифрових тахографів, забезпечує обіг карток до них на підставі затвердження типу карток й сертифікатів безпеки, сумісності та надійності згідно з вимогами ЄУТР.
ДП «ДержавтотрансНДІпроект» створило та продовжує нарощувати унікальні в Україні технологічні можливості (лабораторну базу) для проведення досліджень, розробок та випробовувань продукції (транспортних засобів, двигунів та інших складових частин, експлуатаційних матеріалів, традиційних, сумішевих та альтернативних моторних палив тощо) відповідно до стандартів ЄС та міжнародних технічних регламентів в частині екологічних норм «ЄВРО», вимог до безпечності конструкції, енергоефективності, експлуатаційних та споживчих властивостей, забезпечуючи доступ країні до сучасних технологій у галузі транспорту та машинобудування. 
Інститут має унікальний досвід розроблення та створення імпортозамінних технологій та високотехнологічного випробувального обладнання, що не поступаються закордонним аналогам. 
Інститут є провідною експертною організацією у сфері оцінювання  антропогенних викидів дорожнім транспортом відповідно до вимог Кіотського протоколу з використанням європейських методик вищого рівня.
Інститут володіє необхідними ресурсами: кадровим складом для виконання наукових досліджень: 4 доктор наук; 18 кандидатів наук, а також 15 аспірантів та здобувачів; 193 працівники з вищою освітою; матеріально-технічною базою, необхідною для виконання науково-дослідних робіт, та унікальним комплексом обладнання для проведення випробовувань і досліджень. 
ДП «ДержавтотрансНДІпроект» має висококваліфіковані кадри, зокрема понад 30 сертифікованих та атестованих аудиторів з питань підтвердження відповідності, сертифікації систем управління якістю, акредитації випробувальних лабораторій та інспекційних органів, науково-технічних експертиз у сфері колісних транспортних засобів та послуг автомобільного транспорту.
Фахівці ДП «ДержавтотрансНДІпроект» за дорученням Мінінфраструктури України беруть участь у сесіях робочих груп Комітету Внутрішнього Транспорту ЄЕК ООН у Женеві, де очолюють робочі групи з «Автомобільного транспорту» (SC.1) та «Експертів ЄУТР», у роботі «Всесвітнього форуму з гармонізації правил у галузі колісних транспортних засобів» (WP.29), «З безпеки дорожнього руху» (WP.1), «З перевезення швидкопсувних харчових продуктів» (WP.11) у роботі відповідних груп Міжнародного Транспортного Форуму в рамках Європейської Конференції Міністрів Транспорту.
Інститут створив та утримує в актуалізованому стані фонд міжнародних технічних регламентів ООН (Правил ЄЕК ООН), стандартів, нормативних документів щодо конструкції та технічної експлуатації колісних транспортних засобів, проєктної документації інфраструктури автомобільного транспорту, що налічує майже 10000 найменувань.
Інститут виконує функції секретаріату технічного комітету стандартизації ТК 80 «Дорожній транспорт», всього за період діяльності якого в галузі автомобільного транспорту було розроблено та видано 162 національні стандарти та 2 стандарти організацій України (СОУ), зокрема гармонізованих з міжнародними нормативними документами.
Інститут спільно з Укравтодором видає галузевий науково-виробничий журнал «Автошляховик України».
У грудні 2022 року на базі науково-методичного навчального центру ДП «ДержавтотрансНДІпроект» були проведені курси з підготовки та підтвердження кваліфікаційної компетентності водіїв транспортних засобів. Водії успішно засвідчили свій професійний рівень за напрямом «Вантажні перевезення» та отримати Свідоцтво підтвердження професійної компетентності (СППК) та кваліфікаційну картку водія (ККВ) державного зразка із внесенням інформації до відповідного Реєстру водіїв, які підтвердили свою професійну компетентність відповідно до Наказу Міністерства інфраструктури від 18.11.2020 р. №789 «Про затвердження Порядку підтвердження професійної компетентності водіїв транспортних засобів для надання послуг з перевезення пасажирів і вантажів» та зареєстрованого в Міністерстві юстиції України від 16.02.2021 р. №198/35820, згідно із Директивою 2003/59/ЄC Європейського Парламенту та Ради про початкову кваліфікацію і періодичну підготовку водіїв деяких видів автомобільного транспорту для перевезення товарів або пасажирів, що вносить зміни до Регламенту Ради (ЄEC) № 3820/85 та Директиви Ради 91/439/ЄEC, та скасовує Директиву Ради 76/914/ЄEC та інших нормативно-правових актів міністерств та центральних органів виконавчої влади.
В цілому діяльність ДП «ДержавтотрансНДІпроект» спрямована на розвиток та вдосконалення наукової, технологічної та правової бази автомобільного транспорту на засадах забезпечення виконання міжнародних договорів України та адаптації законодавства України до законодавства ЄС, із зосередженням на таких основних аспектах, як безпечність транспортних процесів, екологічна безпека, соціальна спрямованість, якість та ефективність надання послуг, конкурентоспроможність національних операторів транспортних процесів і виробників транспортних засобів, компонентів до них, реалізація транзитного потенціалу держави, енергоефективність транспортного сектора, впровадження альтернативних моторних палив, розроблення імпортозамінних технологій, випробувального та аналітичного обладнання для галузі, розвиток випробувальної та науково-дослідницької бази як інструменту для забезпечення технічного регулювання Мінінфраструктури України у галузі відповідно до сучасних міжнародних вимог тощо.

## Напрямки діяльності
Інститут досліджує, розробляє законодавчу та нормативно-правову базу діяльності автомобільного транспорту з питань:
- - виконання науково-дослідних робіт з проблем організації та вдосконалення вантажних і пасажирських перевезень;
  - дослідження енергетичних, економічних показників КТЗ та сертифікаційні випробування;
  - випробування та діагностика колісних транспортних засобів; сертифікація колісних транспортних засобів;
  - дослідження і вдосконалення технічного обслуговування та поточного ремонту рухомого складу;
  - розробка норм і нормативів щодо економічної діяльності автомобільного транспорту;
  - виконання науково-дослідних технологічних розробок з проблем охорони праці й безпеки руху;
  - виконання конструкторських розробок;
  - виконання інженерних випробувань для проектування і виконання комплексної проектно-кошторисної документації;
  - проведення перевірки знань працівників суб'єктів перевезення небезпечних вантажів.

Ділові та творчі зв’язки поєднують ДП "ДержавтотрансНДІпроект" зі спорідненими інститутами Польщі, Білорусі, Казахстану, компаніями, інститутами та фірмами Європи, Азії, Америки. "ДержавтотрансНДІпроект" спрямовує значні інвестиції у розвиток сучасної лабораторно-дослідницької бази. Вже сьогодні інститут оснащено комплексом обладнання від провідних світових виробників для випробовування автомобілів і двигунів на відповідність міжнародним екологічним нормам, вимогам з енергоефективності та безпечності конструкції, а також для визначення якості моторних палив тощо.
Власними силами ДП "ДержавтотрансНДІпроект" розроблено унікальне дослідницьке обладнання, що не поступається кращим світовим аналогам: мікротунель для визначення частинок у ВГ; систему визначення масових викидів забруднюючих речовин автомобілями (СVS) із повнопотоковим тунелем; мікропроцесорні системи керування роликовим і моторним стендами; бортові вимірювальні комплекси; аналітичне обладнання; програмно-апаратний комплекс VPAS для автоматизації випробовування автомобілів і двигунів.
У 2021 році спільно з Міністерством інфраструктури України, державним підприємством «Державний дорожній науково-дослідний інститут імені М. П. Шульгiна» та за підтримки Комітету Верховної Ради України з питань транспорту та інфраструктури інститут організував та провів Всеукраїнську науково-практичну конференцію «Перспективи розвитку автомобільного транспорту та інфраструктури».

### Стандартизація, сертифікація та атестація
Інститут є головною організацією із стандартизації Мінтрансзв'язку і Мінпромполітики України, робочим органом України в межах Женевської Угоди 1958 року, виконує функції нотифікованої технічної служби щодо затвердження типів транспортних засобів згідно з Правилами ЄЕК ООН.
На базі інституту працюють секретаріат підкомітету з акредитації НААУ ПК-05 «Транспорт», секретаріат технічного комітету зі стандартизації ТК 80 «Дорожній транспорт», який співпрацює з однойменним технічним комітетом Міжнародної організації зі стандартизації ISO TC 22.
З 1993 року інститут працює як орган із сертифікації та організаційно-методичний центр Державної системи сертифікації УкрСЕПРО у сфері дорожніх транспортних засобів і транспортних послуг.
Інститут виконує функції Атестаційної служби з перевірки транспортних засобів, що беруть участь у міжнародному русі, та атестації випробувальних центрів згідно з вимогами резолюцій Європейської Конференції Міністрів Транспорту (ЄКМТ).

## Структура
Перелік виробничих підрозділів:
Науково дослідний центр - технічна служба з випробувань транспортних засобів:
- Лабораторія активної безпеки транспортних засобів;
- Лабораторія загальної та пасивної безпеки транспортних засобів;
- Науково-виробнича лабораторія енергетики та екології транспорту;
- Відділ технічного забезпечення виконання міжнародних договорів у сфері транспорту;
- Відділ нормативного забезпечення та управління якістю ВЦ.

Центр оцінки відповідності КТЗ та наукових досліджень системи технічного регулювання:
- Відділ оцінки відповідності КТЗ;
- Відділ оцінки відповідності і частин та обладнання КТЗ;
- Відділ досліджень системи технічного регулювання.

Центр наукових досліджень комплексних транспортних проблем:
- Відділ економіки автомобільного транспорту;
- Відділ пасажирських та вантажних перевезень;
- Відділ законодавчого забезпечення виконання міжнародних договорів у сфері транспорту.

Центр наукових досліджень у сфері безпеки на транспорті:
- Відділ оцінки відповідності переобладнання транспортних засобів та їхніх складових частин;
- Відділ дослідження безпеки на транспорті, питань нормування, стандартизації та метрології;
- Відділ дослідження та нормативного забезпечення у сфері технічної експлуатації на транспорті.

Науково-методичний навчальний центр:
- Науково-методичний відділ підвищення кваліфікації персоналу транспортної галузі;
- Науково-методичний відділ перевезень небезпечних вантажів та перевірки знань персоналу;
- Науково-методичний відділ управління якістю та сертифікації систем управління ВУЯ.

## Свідоцтва Інституту
У 2021 році ДП "ДЕРЖАВТОТРАНСНДІПРОЕКТ" пройшло державну атестацію як наукова установа (результати якої затверджені наказом Міністерства освіти і науки України від 02.06.2021 № 615) та отримало свідоцтво Серія ДА № 00433.
ДП "ДержавтотрансНДІпроект" внесено до Державного реєстру наукових установ, яким надається підтримка держави. Свідоцтво №03023 Серія ДР від 26 серпня 2021 р, видане Міністерством освіти і науки України.
ДП «ДержавтотрансНДІпроект», нотифіковано в ООН як орган затвердження типу (ідентифікаційний номер Е46/А(b)) та технічна служба України (ідентифікаційний номер Е46/B) в рамках «Угоди про прийняття узгоджених технічних приписів Організації Об’єднаних Націй для колісних транспортних засобів, предметів обладнання та частин, які можуть бути встановлені та/або використані на колісних транспортних засобах, і про умови взаємного визнання офіційних затверджень, виданих на основі цих приписів Організації Об?єднаних Націй» (Женевської Угоди 1958 року) наказом Мінінфраструктури України від 01.03.2013 №126 уповноважено орган із сертифікації на видачу сертифікатів затвердження типу та сертифікатів щодо індивідуального затвердження КТЗ згідно з вимогами Постанови Кабінету Міністрів України від 09.06.2011 № 738 «Деякі питання сертифікації транспортних засобів, їх частин та обладнання».
У грудні 2021 р. отримано позитивне Рішення НААУ за результатами нагляду за діяльністю Випробувального центру колісних транспортних засобів на відповідність вимог стандарту ДСТУ EN ISO/IEC 17025:2019 та одержано оновлений атестат про акредитацію № 201127 (дійсний до 10.12.2022). Забезпечено проведення нагляду за діяльністю органу з інспектування  на відповідність вимог стандарту ДСТУ EN ISO/IEC 17020:2019.
Згідно з наказом Мінінфраструктури від 19.08.2019 № 648 «Про деякі питання визначення Державного підприємства «Державний автотранспортний науково-дослідний і проектний інститут» навчальним центром з підвищення кваліфікації керівників і спеціалістів, діяльність яких пов’язана з наданням послуг автомобільного транспорту за напрямом: внутрішні перевезення пасажирів, міжнародні перевезення пасажирів, внутрішні перевезення вантажів, міжнародні перевезення вантажів; з питаннями безпеки перевезень, охорони праці, пожежної безпеки» ДП «ДержавтотрансНДІпроект» отримало статус офіційного навчального центру. Це засвідчує Свідоцтво № UA 02 від 19.08.2019, видане Мінінфраструктури строком дії на 5 років.

## Міжнародна діяльність
Інститут бере участь у роботі сесій Адміністративного комітету Женевської Угоди 1958 року і робочих груп Всесвітнього форуму щодо погодження правил стосовно колісних транспортних засобів (WP.29), які проходять під егідою Комітету з внутрішнього транспорту Європейської Економічної Комісії ООН (КВТ ЄЕК ООН), а також співпрацює із Спільною групою ЄКМТ/ОЕСР щодо амбіційних цілей у сфері безпеки дорожнього руху.
Інститут підтримує ділові і творчі зв'язки із спорідненими інститутами та близько 100 компаніями і фірмами світу.
- Засади (Стратегію) транспортної політики та використання транспорту;
- Національну програму розвитку транспортно-дорожнього комплексу на 2005—2015 рр.;
- Засади гармонізації технічного регулювання в сфері автомобільного транспорту з вимогами ЄС;
- Галузеву програму енергоощадження на 2006—2010 рр.;
- комплект документів щодо приєднання України до Угоди про прийняття єдиних умов періодичних технічних оглядів колісних транспортних засобів і про взаємне визнання таких оглядів, затвердження якої здійснено Указом Президента України від 28.02.2006 № 159/2006,
- Державну концепцію підвищення безпеки дорожнього руху в Україні.

## Відзнаки
У 2000 та 2005 роках за високі досягнення в роботі, вагомий внесок у забезпечення розвитку автомобільного транспорту інститут було нагороджено Почесною Грамотою Кабінету Міністрів України.
У 2021 році інститут отримав незалежну бізнес-нагороду «Лідер року 2021». Підґрунтям для нагородження стали результати рейтингу суб’єктів господарювання України.